# Dolbina elegans
Dolbina elegans är en fjärilsart som beskrevs av Bang-haas 1912. Dolbina elegans ingår i släktet Dolbina och familjen svärmare. Inga underarter finns listade i Catalogue of Life.

## Bildgalleri